# 모스라 (1996년 영화)
모스라(モスラ, Mosura)는 일본에서 제작된 요네다 오키히로 감독의 1996년 액션, 판타지, SF, 모험 영화이다. 고바야시 메구미 등이 주연으로 출연하였고 키타야마 히로아키 등이 제작에 참여하였다.

## 출연

### 주연
- 고바야시 메구미
- 야마구치 사야카

### 조연
- 하노 아키
- 후타미 카즈키
- 후지사와 마야
- 나시모토 켄지로
- 타카하시 히토미
- 타나카 히로코

## 제작진
- 원조: 타나카 토모유키